# Finnvågan
Finnvågan est une localité du comté de Nordland, en Norvège.

## Géographie
Administrativement, Finnvågan fait partie de la kommune d'Øksnes.